# Droogleever Fortuyn

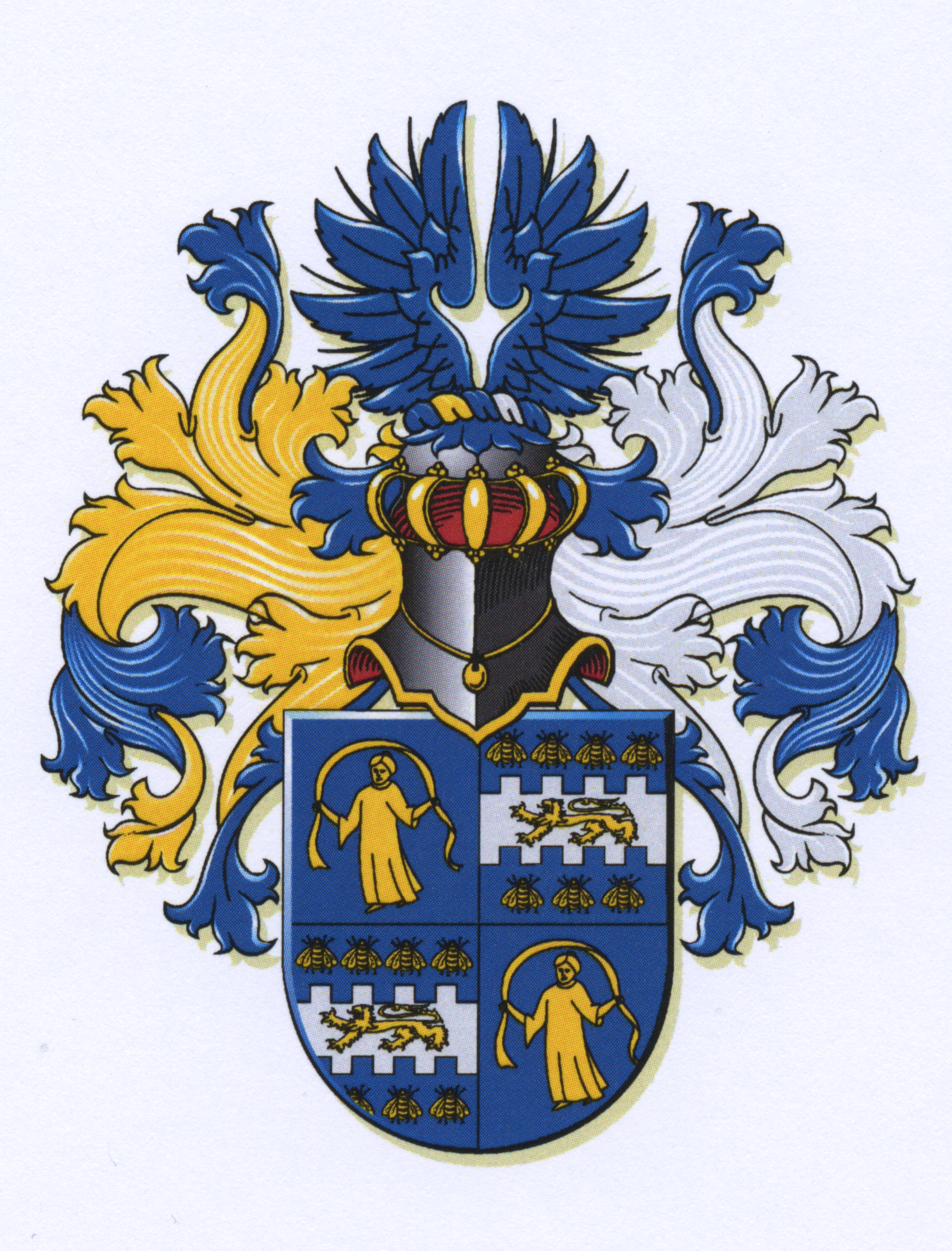
Het familiewapen van de familie Droogleever Fortuyn

Droogleever Fortuyn (ook: Fortuyn Droogleever) is een Nederlands geslacht.
De stamvader is Gerrit Paulusz Droogleever wiens zoon Paulus Droogleever in 1647 in Leerdam werd gedoopt, wat de eerste vermelding van dit geslacht was. Uitgezwermd over grote delen van Nederland verkregen zij in later eeuwen bekendheid als architecten — van bijvoorbeeld het gebouw van de Holland-Amerika Lijn te Rotterdam — apothekers en artsen. Ook schippers kwamen nog voor tot in deze tijd.
Een zoon van Jan Droogleever (1757-1817) en zijn vrouw Wilhelmina Jacoba Fortuyn (1765-1849) verkregen bij Koninklijk Besluit naamswijziging tot Droogleever Fortuyn, twee andere zonen voerden die dubbele naam of de naam Fortuyn Droogleever.
In 1912 werd op 28 juni Fortuyn met uy in plaats van uij vastgelegd bij beschikking van de Arrondissementsrechtbank te Rotterdam. Dat jaar was het beginjaar van de politieke carrière van Pieter Droogleever Fortuyn (1868-1938), die de laatste tien jaar van zijn leven burgemeester van Rotterdam was.

## Bekende telgen
- Jan Droogleever (1757-1817), koopman te Demerary en te Amsterdam, drost en baljuw van Liesveld en Nieuwpoort; gehuwd met Willemina Jacoba Fortuyn (1765-1849)
  -  ds. Gerardus Catharinus Droogleever, ook genoemd Droogleever Fortuyn (1793-1877), predikant
  -  Pieter Droogleever Fortuijn (1794-1884), apotheker te Rotterdam; verkreeg bij KB van 12 mei 1864 naamswijziging tot Droogleever Fortuijn; gehuwd met Anna Petronella van Koetsveld (1802-1875)
    -  Jan Droogleever Fortuijn (1831-1922), apotheker te Rotterdam; gehuwd met Geertruida Jacobina Vrijdag (1834-1896)
      -  dr. Hendrik Jan Willem Droogleever Fortuyn (1870-1970), arts te Rotterdam; gehuwd met Maria Johanna de Roode (1875-1960)
        -  mr. Geertruida Jacobina Droogleever Fortuyn (1901-?); gehuwd met mr. Johannes Philippus Backx (1903-1982), directeur havenbedrijf te Rotterdam en lid van de gemeenteraad, scheiding uitgesproken 1937
        -  drs. Johanna Maria Droogleever Fortuijn (1903-1982); gehuwd met ir. Hendrik Vredenrijk Gerretsen (1900-1983), architect
        -  prof. dr. Jan Droogleever Fortuyn (1906-1999), hoogleraar neurologie aan de Rijksuniversiteit Groningen en echtgenoot van de psychiater Margaretha Droogleever Fortuyn-Leenmans (1909-1998), die onder het pseudoniem M. Vasalis tot de bekendste Nederlandse dichters behoort
          -  drs. Louise Ernestine Maria Droogleever Fortuijn (1940), psychologe; gehuwd met mr. Anton Nicolaas Gerard Norbert Egbertus Mijnssen (geb. 1938), raadsheer bij het Gerechtshof Amsterdam

        -  ir. Robert Droogleever Fortuijn (1915-1953), civiel ingenieur; gehuwd met Truus 't Hooft (1917-?)

    -  mr. Willem Jacobus Droogleever Fortuijn (1839-1926), notaris en gemeenteraadslid te Rotterdam; gehud mwet Johanna Dorothea Klercq (1839-1883); daarna gehuwd met Johanna Gerardina Penning Nieuwland (1852-1928)
      -  Willem Jacobus Droogleever Fortuyn (1871-1915), koopman in horlogemakersbenodigdheden; gehuwd met Maria Tona Sutherland (1878-1947)

    -  Lambertus Droogleever Fortuijn (1840-1918), docent aan de 5-jarige HBS, directeur en commissaris van NVs; gehuwd met Maria Catharina Kaleshoek (1843-1872); daarna gehuwd met Jacoba Gerarda Wolvekamp (1847-1919)
      -  mr. Pieter Droogleever Fortuyn (1868-1938), burgemeester van Rotterdam en lid Eerste en Tweede Kamer der Staten-Generaal
        -  Ingeborg Droogleever Fortuijn (1898-1960); gehuwd met dr. Frederik Willem Zeijlmans van Emmichoven (1893-1961), zenuwarts
        -  Gerda Droogleever Fortuyn (1900-1971); gehuwd met Ludovicus Antonius Carel Marie Doorman (1891-1955), vice-admiraal Koninklijke Marine

      -  prof. dr. Aemilius Bernardus Droogleever Fortuyn (1886-1970), bioloog, antropoloog, lector aan de Universiteit Leiden en hoogleraar aan de Universiteit van Peking
        -  mr. Eduard Droogleever Fortuijn (1914-1996), landsadvocaat en medeoprichter van advocatenkantoor Pels Rijcken & Droogleever Fortuijn
        -  ir. Koenraad Droogleever Fortuyn (1917-1988), elektrotechnisch ingenieur, docent HTS Groningen

      -  mr. Bernardus Aemilius Droogleever fortuijn (1888-1971), advocaat en procureur te Den Haag, directeur Stedelijke Hypotheekbank; gehuwd met mr. Nelly Anna van Buuren (1889-1968); daarna gehuwd met Therese Hedwig Auguste Friederike Bindernagel (1898-1971)
        -  ir. Mark Droogleever Fortuijn (1926-2015), werktuigbouwkundig ingenieur bij Koninklijke Philips
          -  Irene Droogleever Fortuyn (1959), kunstenares

        -  mr. Eric Droogleever Fortuijn (1931-?
          -  mr. Marjolijne Droogleever Fortuijn (1963), advocate; gehuwd met Luc Frieden (1963), jurist, politicus, minister-president van Luxemburg 2023-.

    -  Cornelis Droogleever Fortuijn (1844-1901), mailbootcommandant; gehuwd met Geertruida Klercq (1846-1924)
      -  Lambertus Droogleever Fortuyn (1878-1953), consul-generaal te Parijs
      -  Willem Droogleever Fortuijn (1880-1956), directeur Internationale Rijn-Maas Hypotheekbank; gehuwd met Anna Theresia Maria van Rijckevorsel
        -  Maria Theresia Geertruida Droogleever Fortuijn (1919-?); gehuwd met Carel Adriaan Jan Kuijl, president-directeur Dow Chemical
        -  Cornelis Droogleever Fortuyn (1922-1944), verzetsstrijder tijdens de Tweede Wereldoorlog.

      -  mr. Cornelis Droogleever Fortuijn (1886-1971), directeur Nederlands-Amerikaanse Hypotheekbank

    -  Constant Mari Droogleever Fortuijn (1846-1928), architect van het kantoorgebouw van de Holland-Amerika Lijn, het huidige Hotel New York op de Kop van Zuid

  -  Catharina Droogleever (1798-1888)
  -  Maria Elisabeth Droogleever (1800-1882); gehuwd met Hendrik de Jongh (1793-1860), koopman
  -  Jan Droogleever Fortuijn (1802-1877)
  -  Willem Jacobus Fortuijn Droogleever

## Trivia
- Er is een Droogleever Fortuynplein in Rotterdam en mr. P. Droogleever Fortuynweg in 's Gravenhage.